# Stuyvesant Town–Peter Cooper Village

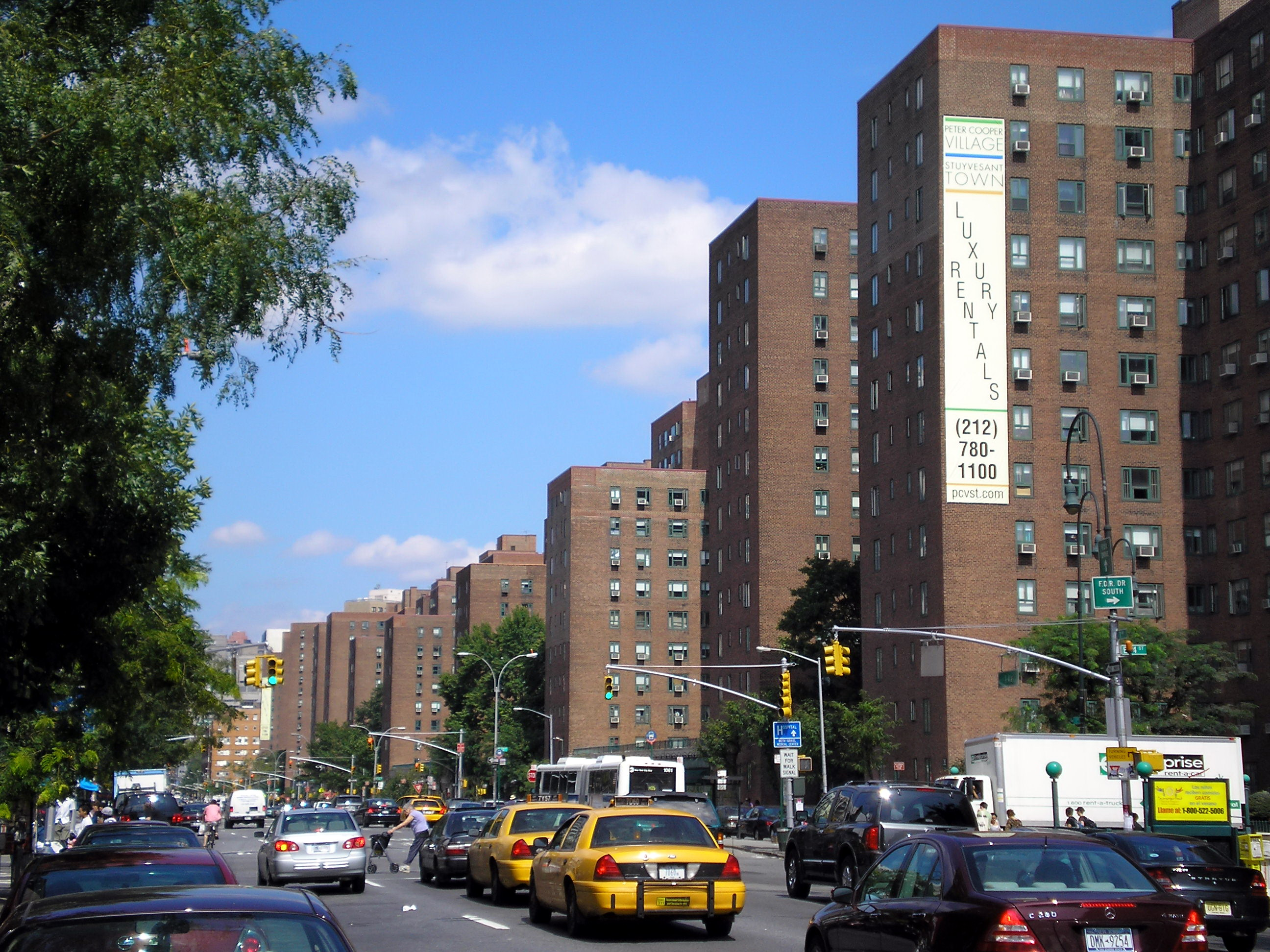
Stuyvesant Town von der First Avenue Richtung Uptown gesehen (2006)

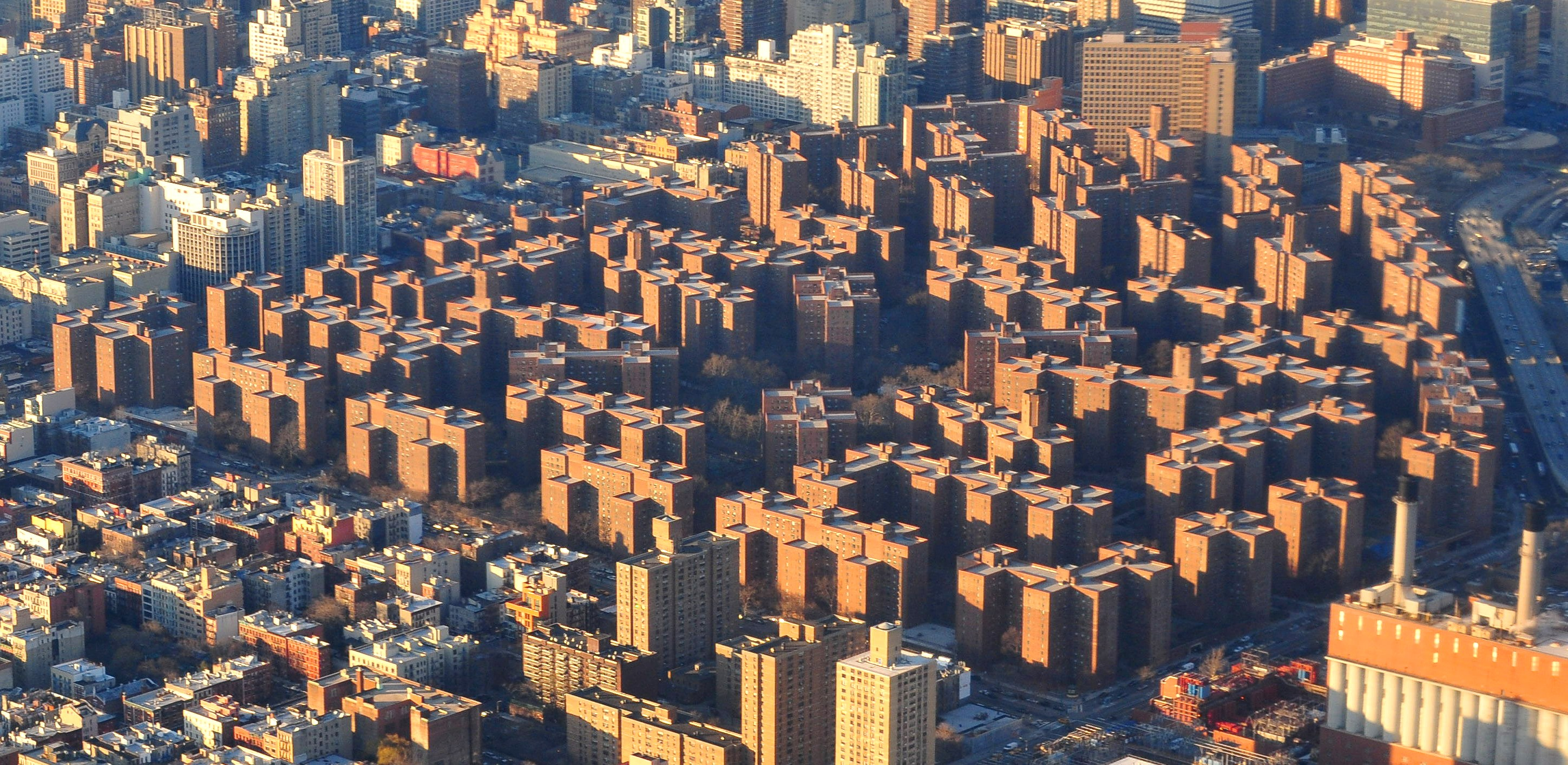
Sicht aus der Luft

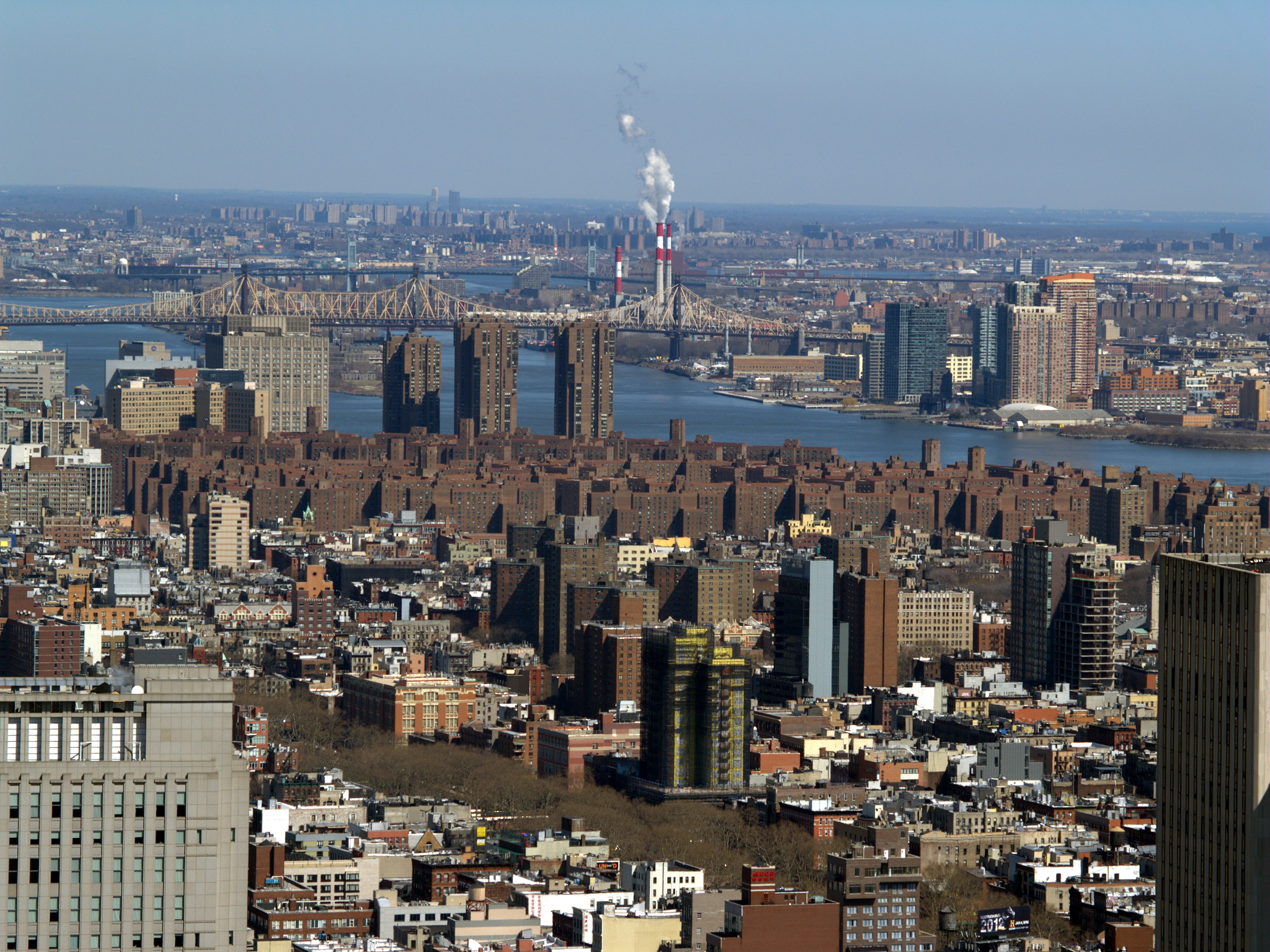
Die Ansammlung der braunen Gebäude in der Mitte des Fotos ist Stuyvesant Town, eine Wohnsiedlung in New York City.

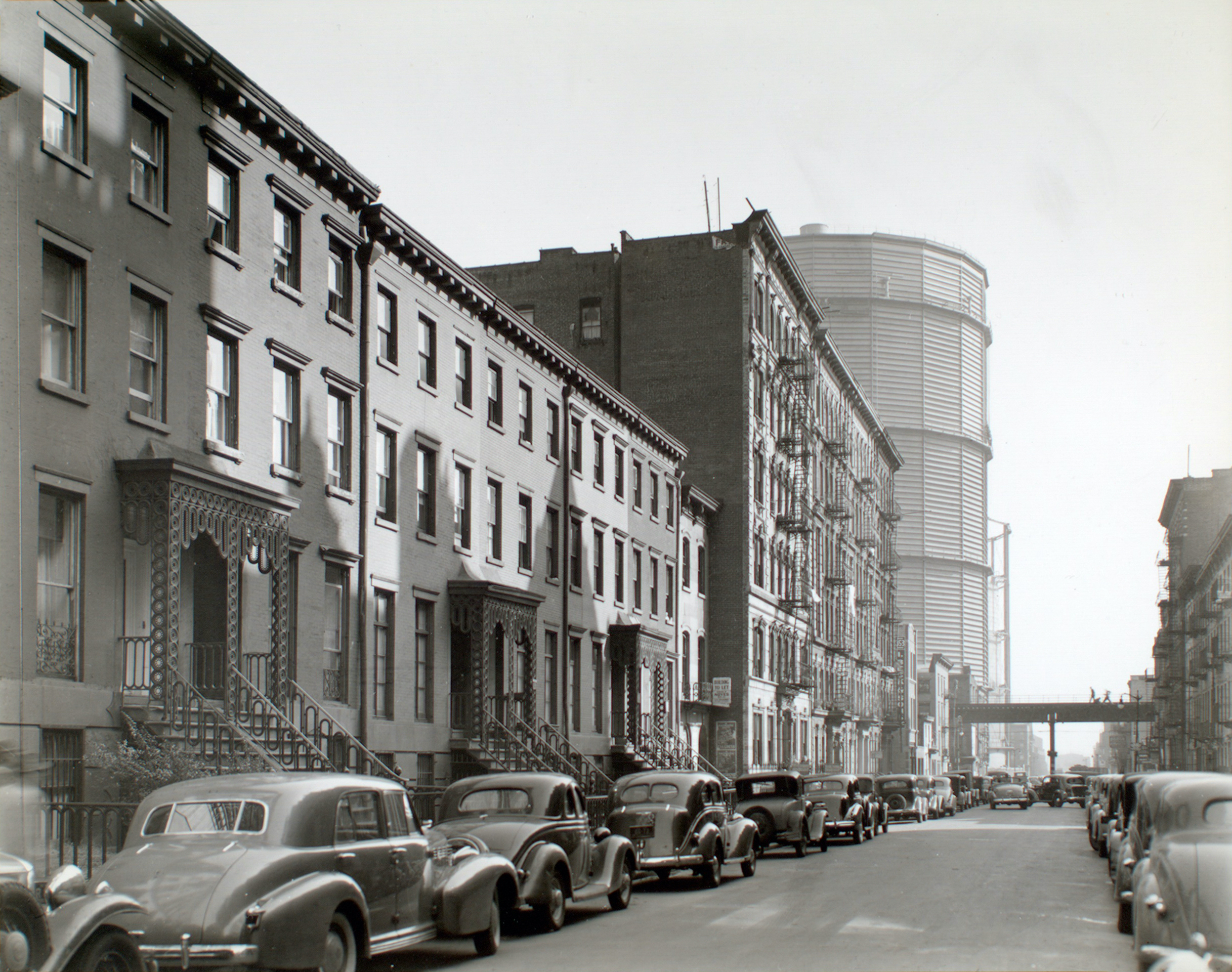
1938: East 20th Street zu Zeiten, als das Terrain noch vom Gas House district dominiert war; Blickrichtung ostwärts zur First Avenue, zwei riesige Gasbehälter sind erkennbar

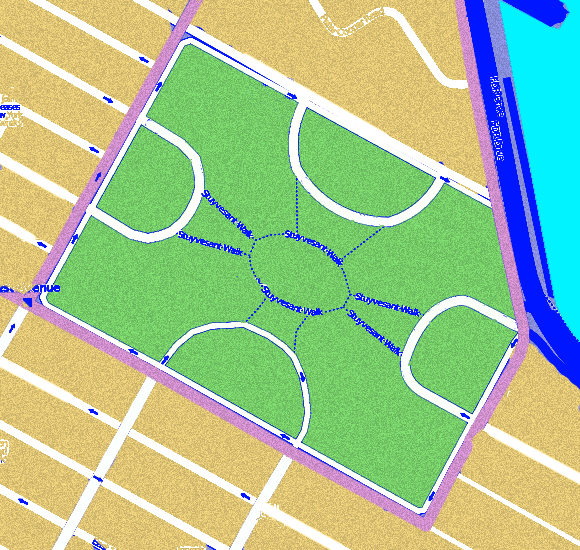
Plan der zentralen Grünfläche in Stuyvesant Town mit dem Oval in der Mitte

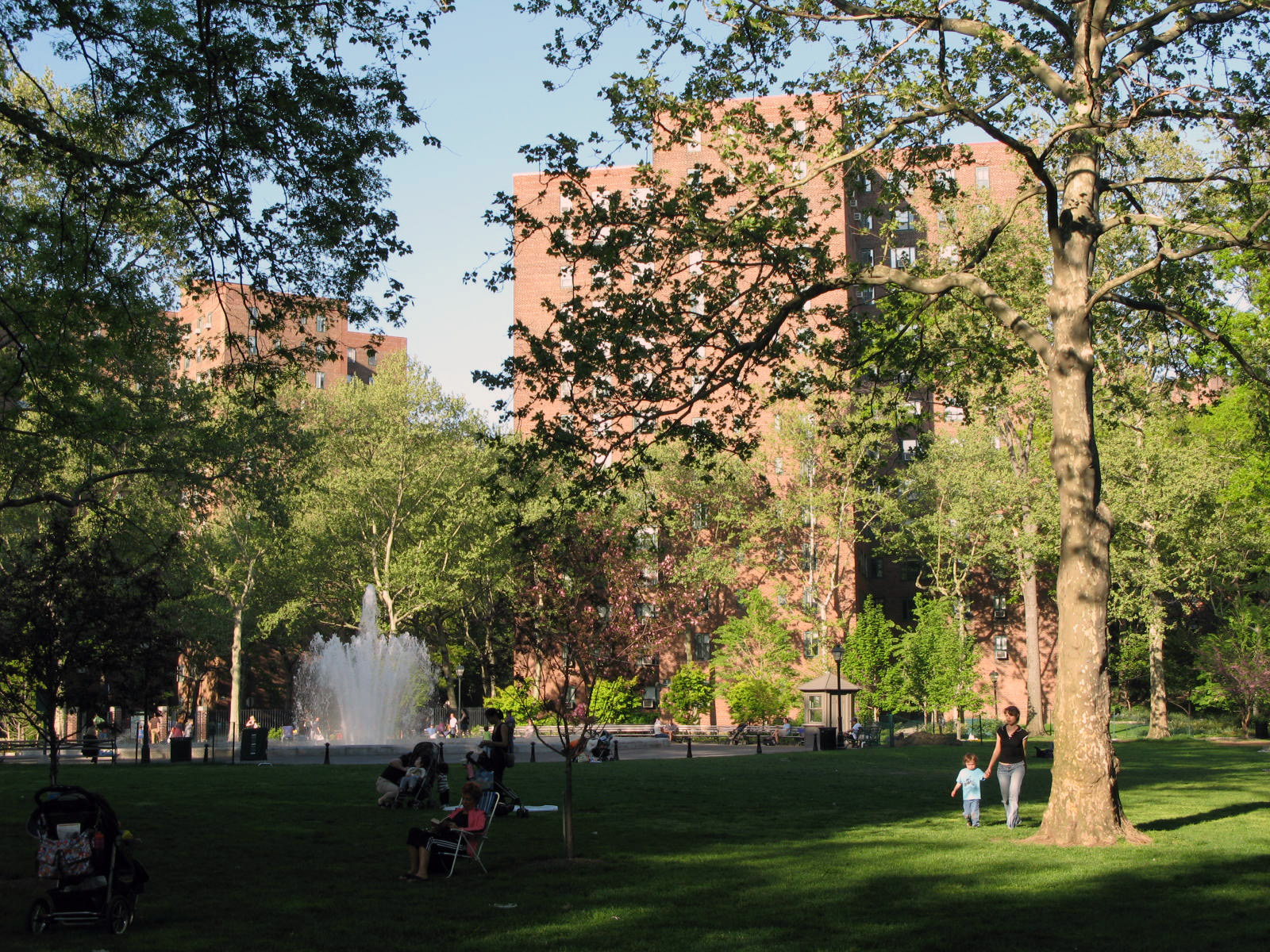
Die zentrale Grünfläche von Stuyvesant Town mit dem Brunnen, der sich innerhalb einer ovalen Freifläche befindet

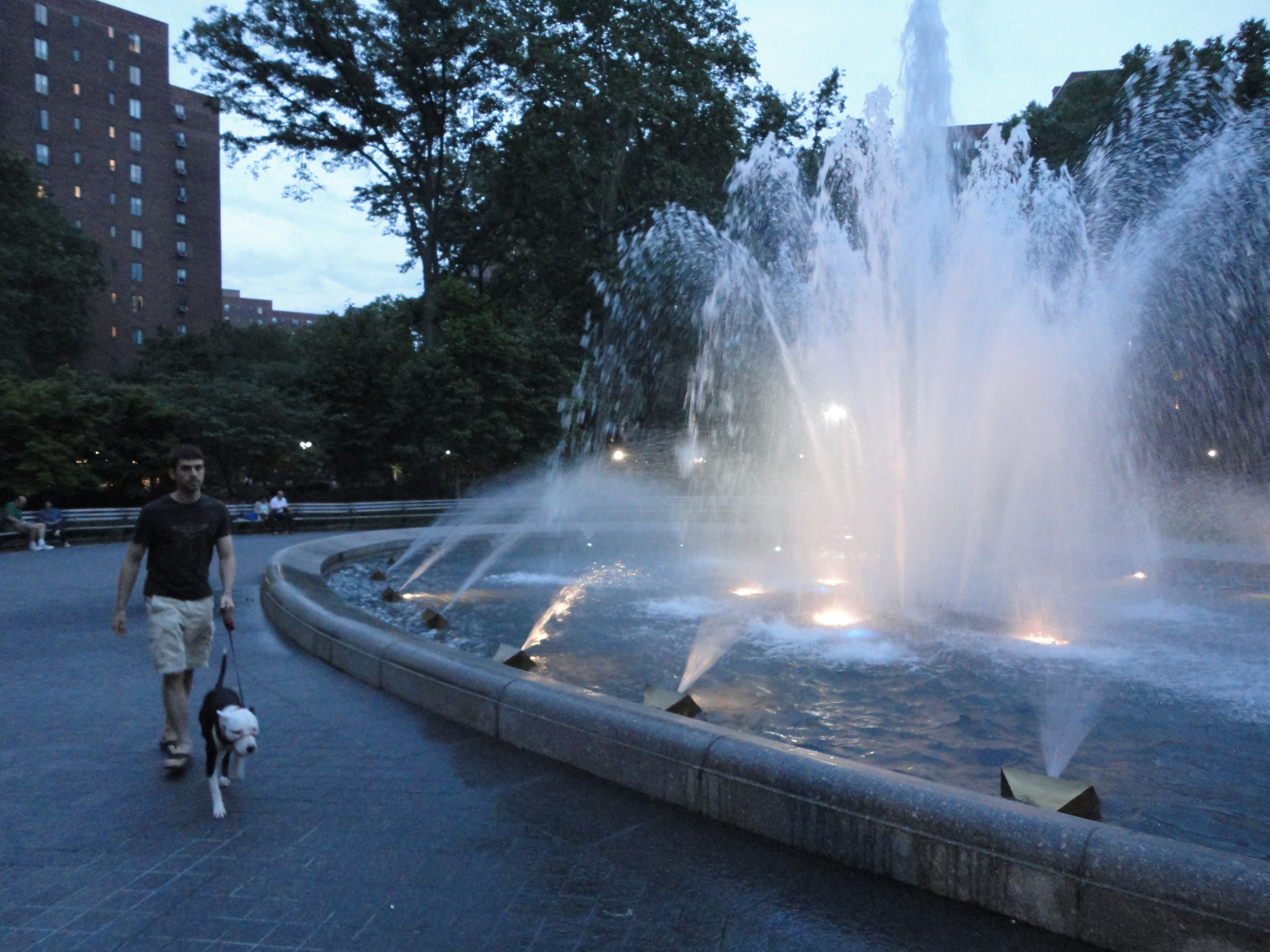
Brunnen

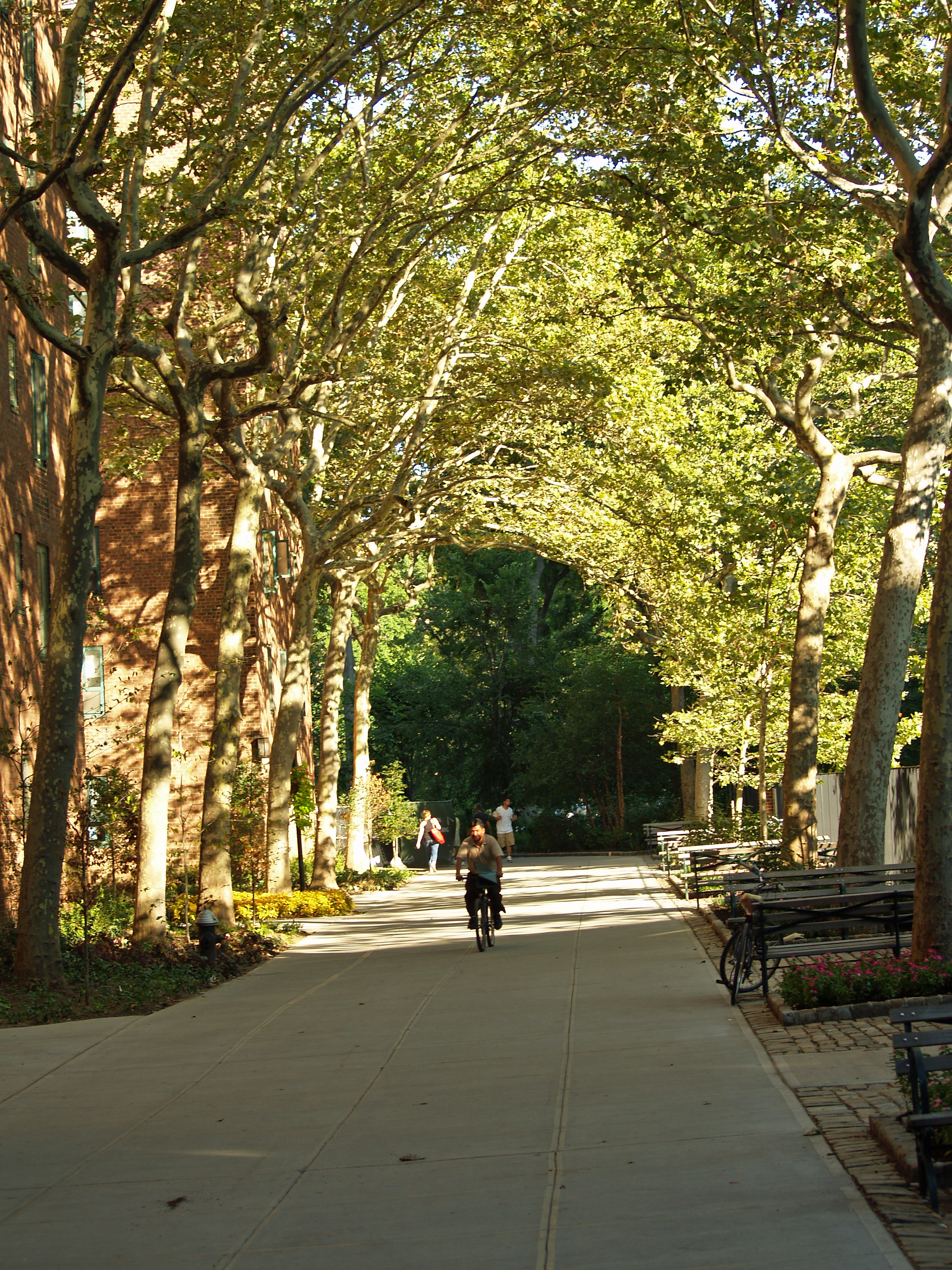
Eine Allee in Stuyvesant Town im Herbst

Stuyvesant Town – Peter Cooper Village ist eine große, einheitlich geplante Wohnsiedlung im Südosten des Stadtbezirks Manhattan in New York City.

## Größe und Lage
Stuyvesant Town besteht aus zahlreichen Ziegel-Apartmenthäusern, die sich von der First Avenue bis zur Avenue C und zwischen der East 14th Street und der East 23rd Street im äußersten Süden von Midtown Manhattan auf einer Fläche von zirka 38 Hektar (96 Acre) erstrecken. Die Wohnsiedlung Stuyvesant Town zwischen der 14th Street und 20th Street besteht aus 8800 Apartments in 35 Wohnhäusern. Zusammen mit der Schwester-Wohnsiedlung Peter Cooper Village zwischen der 20th Street und 23rd Street besteht der Komplex aus 56 Wohnhäusern mit 11.289 Apartments und 22.476 Bewohnern (US Census 2020).
Die beiden Wohnsiedlungen werden vom East River und der Avenue C im Osten, durch das Viertel Gramercy Park im Westen, das East Village und Alphabet City im Süden und Kips Bay im Norden begrenzt. In der Umgebung sind der historische Stuyvesant Square, die Saint George’s Church und das Beth Israel Medical Center erwähnenswert.

## Geschichte
Stuyvesant Town wurde nach dem letzten Generaldirektor der niederländischen Kolonie Nieuw Amsterdam, Petrus Stuyvesant, benannt, dessen Farm im 17. Jahrhundert auf diesem Gebiet stand. Die Bewohner der Siedlung nennen sie kurz „Stuy Town“. Peter Cooper Village hingegen wurde nach dem Industriellen, Erfinder und Philanthropen Peter Cooper benannt, der im 19. Jahrhundert die Cooper Union gründete. Die Planung für diesen Komplex begann im Jahre 1942. Das erste Gebäude wurde 1947 bezogen.
Im 19. Jahrhundert war diese Gegend noch unter dem Namen „Gas House district“ bekannt, wegen der vielen riesigen Gastanks, die das Straßenbild dominierten. Die Tanks, die manchmal leckten, und die Gas House Gang sowie andere Kriminelle machten diese Gegend unattraktiv. Mit dem Bau des East River Drive (heute: FDR Drive) wurde die Gegend aufgewertet. In den 1930er Jahren waren bis auf vier Gastanks keine Tanks mehr vorhanden, und obwohl das Viertel heruntergekommen war, gab es hier nicht mehr Elend als anderswo in der Stadt nach den Jahren der Großen Depression.
Vor der Errichtung von Stuyvesant Town bestand das Viertel aus 18 Blocks mit öffentlichen Schulen, Kirchen, Fabriken, Privathäusern, Wohnungen, mittelständischen Betrieben und sogar recht zeitgemäßen Apartmenthäusern, die schließlich der neuen Wohnsiedlung weichen mussten. Insgesamt wurden für Stuyvesant Town 600 Gebäude, in denen 3100 Familien lebten, 500 Läden und kleine Fabriken, drei Kirchen, drei Schulen und zwei Theater abgerissen. Ungefähr 11.000 Personen wurden zum Umzug in ein anderes Viertel gezwungen. The New York Times bezeichnete dies 1945 als „the greatest and most significant mass movement of families in New York’s history“ (den größten und bedeutendsten Massenumzug von Familien in New Yorks Geschichte). Die letzten Bewohner des Gas House district, die Familie Delman, zog im Mai 1946 aus, sodass die Abrissaktion kurz darauf abgeschlossen werden konnte.
Aufgrund der Wohnungsnot, die während der Depression gestiegen war, wurde Stuyvesant Town bereits während des Zweiten Weltkrieges als Nachkriegs-Wohnungsbauprojekt geplant (1942–43). Eine Bestimmung regelte die bevorzugte Berücksichtigung von Veteranen, die sich um eine Wohnung bemühten. Der Komplex wurde im selben Stil, wie das Wohnquartier Parkchester in der Bronx oder die Riverton Houses in Harlem erstellt, die beide 1942 fertiggestellt wurden. Alle drei Projekte wurden von der Metropolitan Life Insurance Company realisiert.
Der Präsident von Metropolitan Life – Frederick Ecker – verkündete in der ersten Werbeanzeige, dass Stuyvesant Town es Generationen von New Yorkern ermöglichen würde, in einem Park auf dem Land zu wohnen – mitten in New York City. Gleich am ersten Tag erhielt der Konzern 7000 Bewerbungen für Wohnungen. Als die ersten Wohnungen durch Veteranen des Zweiten Weltkriegs mit ihren Familien am 1. August 1947 bezogen wurden, lagen bereits 100.000 Bewerbungen vor. Damals bewegten sich die Mieten noch zwischen 50 und 91 US-Dollar pro Monat. Derzeit muss man für eine 2-Zimmer-Wohnung über 2500 und für eine 6-Zimmer-Wohnung über 7000 US-Dollar bezahlen.

## Kontroversen
Stuyvesant Town war von Anfang an umstritten. Obwohl es kein kommunales Projekt war, wurde es vom Parks Commissioner Robert Moses verfochten, der als treibende Kraft bei der Umsetzung sowohl von Stuyvesant Town wie auch von Peter Cooper Village galt. Im Auftrag von New Yorks damaligen Bürgermeister Fiorello LaGuardia versuchte Moses Versicherungen und Banken dafür zu gewinnen, selbst im großen Stil die Sanierung von Slums zu übernehmen. Dieses Projekt wurde durch verschiedene bundesstaatliche Gesetze und Gesetzesänderungen ermöglicht, die es Firmen erlaubte auf einem Terrain zu agieren, das zuvor der öffentlichen Hand vorbehalten war. Robert A. Caro schreibt in seinem 1975 erschienenen Buch The Power Broker auf Seite 968, dass durch die großzügige und langjährige Steuerbefreiung, die Moses vorangetrieben hatte, insgesamt eine Summe an nicht bezahlter Steuern ergebe, die die ursprüngliche Investitionssumme von MetLife in den Schatten stelle. Zugleich setzte Moses sein öffentliches Amt dafür ein, um es dem Konzern nicht nur die Errichtung des Komplexes zu ermöglichen, sondern zugleich auch noch die bisherigen Eigentümer auf diesem Gebiet zu enteignen oder Straßen stillzulegen.
Die neue Public Private Partnership und der Vertrag zwischen der Stadt und dem Investor, der Metropolitan Life Insurance Company, waren Auslöser für eine umfangreiche Debatte. Dabei ging es unter anderem um die Möglichkeit zur Enteignungen für private Zwecke und den damit verbundenen Rückbau von Straßen oder öffentlichen Anlagen, wie etwa öffentlicher Schulgelände. Die 25-jährige Steuerbefreiung, die der Vertrag gewährt und das Recht des Konzerns, bei der Auswahl der Miete Unterschiede machen zu dürfen.
Als der 50-Millionen-Dollar-Plan für Stuyvesant Town durch die City Planning Commission am 20. Mai 1943 mit fünf zu eins Stimmen genehmigt wurde, war die Diskriminierung von Afroamerikanern bereits ein wichtiges Thema in der öffentlichen Debatte. Die Stadträte Stanley M. Isaacs und Adam Clayton Powell Jr. versuchten noch eine Bestimmung in den Vertrag einzufügen, die eine Diskriminierung aufgrund von „Rasse“ oder Glaubenszugehörigkeit bei der Mieterauswahl verhindern sollte. Dieser Zusatz wurde unter anderem von Robert Moses nicht akzeptiert – mit der Begründung, dass dies der Wirtschaftlichkeit des Konzerns schaden könnte und dass die Widersacher damit offensichtlich nach einem politischen Problem und nicht nach Ergebnissen in Form einer effektiven Slumsanierung suchen würden.
In den Jahren, nachdem die Wohnsiedlung bezogen wurde, wurde Afroamerikanern das Wohnen in diesem Komplex verwehrt, was Frederick Ecker, der Präsident von Metropolitan Life, verteidigte, indem er angab, dass Schwarze und Weiße nicht zusammenpassen („Negroes and whites do not mix.“). Lee Lorch, ein Bewohner des Komplexes und Professor der City University of New York, beantragte, Afroamerikaner in der Wohnsiedlung zuzulassen und verlor daraufhin auf Druck von Metropolitan Life seine Anstellung. Er nahm daraufhin eine Stelle an der Pennsylvania State University an und erlaubte einer afroamerikanischen Familie in seinem Apartment zu wohnen und umging so die bestehende Regel, keine Afroamerikaner als Mieter zuzulassen. Auf Druck von Metropolitan Life verlor er auch seinen neuen Job.
Klagen wurden eingereicht, auf der Grundlage, dass das Projekt öffentlich oder halb-öffentlich sei und damit gegen die Anti-Diskriminierungsgesetze für Sozialwohnungen in New York City verstoße. Im Juli 1947 entschied das New Yorker Verfassungsgericht (New York Supreme Court), dass die Wohnsiedlung nicht öffentlich sei und der Konzern damit diskriminieren könne, wie er es für richtig halte. Nach Auffassung der Richter sei klar geregelt, dass der Vermieter eines nichtöffentlichen Apartments oder Wohnhauses sich die Mieter auch aufgrund von Rasse, Hautfarbe, Religion oder dem jeweiligen Glaubensbekenntnis aussuchen dürfe, ohne damit gegen irgendeine Verfügung der Föderalen oder Staatlichen Verfassung zu verstoßen. Zudem stellten sie klar, dass eine Unterkunft nicht als Bürgerrecht verstanden wird. Die Klage war durch drei afroamerikanische Kriegsveteranen eingebracht worden. Zu diesem Zeitpunkt baute Metropolitan Life eine separate but equal Wohnsiedlung in Harlem: Riverton Houses. Einige Jahre später ließ der Konzern eine geringe Anzahl von afroamerikanischen Familien in Stuyvesant Town einziehen und ebenso eine geringe Anzahl von weißen Familien in Riverton Houses.
Auch die städtebauliche und architektonische Gestaltung von Stuyvesant Town löste Kontroversen aus. Man nahm bereits in den ersten Debatten von 1943 Anstoß daran, mit welcher Eile das Projekt abgesegnet wurde und monierte die mangelnde öffentliche Beteiligung an diesem Prozess. Aber auch die Bevölkerungsdichte in diesem Quartier, das Fehlen von öffentlichen Einrichtungen wie Schulen, Gemeindezentren oder Läden in der Wohnsiedlung, der dortige private Wachdienst, der Privateigentumscharakter mit der Regelung, dass nur Anlieger dieses Gebiet betreten dürfen, das zuvor öffentlich zugänglich war sowie Verstöße gegen den Masterplan der Stadt erhitzten die Gemüter.
Ehemalige Grundstückseigentümer klagten, aber im Februar 1944 lehnte der Oberste Gerichtshof der Vereinigten Staaten eine Überprüfung ab, ob das Gesetz des Staate New Yorks verfassungsgemäß war, dass die Wohnsiedlung erst ermöglichte – obwohl öffentliches Eigentum für privaten Gewinn herangezogen wurde, eine Steuerbefreiung gewährt wurde, wobei die Investoren und deren Anwälte den öffentlichen Nutzen der Siedlung ins Felde führten.

## Sicherheit
Der Komplex ist eine Gated Community und hat einen eigenen Sicherheitsdienst, der überwiegend aus vereidigten Ordnungskräften besteht – so genannten Peace Officers. Da sie keine Feuerwaffen tragen dürfen, tragen sie Schlagstöcke, Pfeffersprays und Handschellen bei sich und patrouillieren in der Wohnsiedlung. Ende März 2009 wurden in allen Gebäuden von Stuyvesant Town Sicherheitskameras installiert. Darüber hinaus wurden Sensoren an den Dachtüren installiert, um einen unberechtigten Zutritt zu verhindern.

## Zeitung
Das Viertel hat seine eigene Zeitung „Town & Village“, auch „the T&V“ genannt. Sie wurde 1947 zum ersten Mal herausgegeben, wird seither wöchentlich veröffentlicht und enthält Nachrichten aus Stuyvesant Town, Peter Cooper Village, Waterside Plaza und Gramercy Park. Town & Village ist unabhängig und gehört nicht den Eigentümern des Komplexes.

## Bekannte Bewohner
- David Axelrod, Politberater
- David Brooks, Kolumnist der New York Times (Ressort Politik)
- Daniel R. Garodnick, Stadtrat von New York City
- Mary Higgins Clark, Schriftstellerin
- Paul Reiser, Komödiant und Schauspieler
- Michael Higgins, Schauspieler
- Chris Burke, Schauspieler
- Frank McCourt, Pulitzer-Preisträger